# Whitelackington
Whitelackington is een civil parish in het bestuurlijke gebied South Somerset, in het Engelse graafschap Somerset met 209 inwoners.